# Hrtan
Hrtan (latinsky: larynx) je chrupavkami vyztužená trubice, kterou prochází vzduch do průdušnice a následně do plic. Hrtan je prvním oddílem dolních cest dýchacích. Skládá se z chrupavek párových a nepárových. Mezi párové chrupavky patří pár hlasivkových chrupavek, mezi nepárové patří štítná chrupavka, prstencová chrupavka a příklopka hrtanová (epiglottis). Navíc zde najdeme několik drobných (sesamských) párových chrupavek, které jsou obvykle součástí vazů. Chrupavky jsou vzájemně spojeny pomocí kloubů a vazů, aby tvořily pohyblivý celek.
Hrtan navazuje na hltan, společný úsek trávicí a dýchací soustavy, a přechází v průdušnici. Celý hrtan je pohyblivě zavěšen pod čelistí pomocí jazylky, svalů a vazů, jeho stěna je zpevněná chrupavkami, největší, štítná chrupavka, zvláště u mužů vystupuje dopředu a tvoří podklad ohryzku, Adamova jablka.
Vstup do hrtanu je chráněn hrtanovou příklopkou, která se při polykání reflexně uzavře a brání proniknutí sousta do dýchacích cest. U savců včetně člověka jsou mezi chrupavkami napjaté dva hlasové vazy, které tvoří hlasivky. Zvuk vzniká rozkmitáváním vazů při průchodu vzduchu, výška tónu závisí na napětí svalů, které je ovládají.

## Svaly hrtanu
Svaly hrtanu jsou tvořeny příčně pruhovanou svalovinou. Ovládají pohyb chrupavek, určují napětí hlasových vazů a šířku štěrbiny mezi nimi. Svaly rozdělujeme do tří skupin.
Přední svaly
- Musculus (dále pouze m.) cricothyroideus - rozepjatý od přední strany prstencové chrupavky k dolnímu okraji chrupavky štítné. Rozlišujeme na něm dvě části: vertikální a skloněnou. Sklápí štítnou chrupavku dopředu a zároveň napíná hlasové vazy.

Postranní svaly
- M. cricoarytenoideus lateralis - od horního okraje prstencové chrupavky na výběžek chrupavky hlasivkové. Provádí vnitřní rotaci hlasivkové chrupavky a tím sbližuje hlasivkové vazy.
- M. thyroarytenoideus - rozepjatý kolem hlasových vazů. Od štítné chrupavky na chrupavku hlasivkovou. Spolupůsobí při sevření hlasových vazů.
- M. thyroepiglotticus - od štítné chrupavky dozadu vzhůru k okraji epiglottis. Táhne za okraj epiglottis a tím rozšiřuje vstup do hrtanu.

Zadní svaly
- M. cricoarytenoideus posterior - od zadní strany prstencové chrupavky na výběžek chrupavky hlasivkové. Uklání hlasivkovou chrupavku a rotuje ji zevně. Tím rozevírá štěrbinu mezi hlasovými vazy a současně vazy napíná. Obrna tohoto svalu znamená značné poškození fonace i volného průchodu vzduchu při dýchání.
- M. arytenoideus - spojuje hlasivkové chrupavky na zadní straně. Má dvě části - příčnou a šikmou. Funkcí tohoto svalu je zužování štěrbiny mezi hlasovými vazy. K tomuto svalu náleží ještě složka, která se napojuje na epiglottis, kterou sklání dozadu a zmenšuje tak vchod do hrtanu.

## Pohlavní rozdíly hrtanu
Pohlavní rozdíly jsou znatelné především ve velikosti a tvaru hrtanu. Hlasivka (glottis) u muže dosahuje asi 28 mm, u ženy kolem 20 mm. Navíc úhel sevřený vnitřními stěnami štítné chrupavky je u muže kolem 90°, u ženy 120° i více. Hrtan jako celek je u muže spíše vyšší a vystupuje na krku jako „ohryzek“. U ženy takto obvykle neprominuje.
Dětský hrtan je menší, stejně tak i délka hlasových vazů. U chlapců v období puberty hrtan pod vlivem testosteronu prudce zrychluje růst. Prodloužení délky hlasových vazů je spojeno se změnou hlasu z dětského na mužský. Tento děj se označuje jako mutace hlasu.

## Funkce hrtanu
Tvorba hlasu se děje pomocí hlasivky (glottis), jejíž okraje, podložené hlasovými vazy, se působením hrtanových svalů napínají a vzájemně sbližují nebo oddalují. Napjaté hlasové vazy se při úzké štěrbině rozechvívají proudem vzduchu výdechu. Výška (kmitočet) tónu závisí na délce, napětí a tloušťce vazů. Jeho intenzita (amplituda kmitů) pak na intenzitě vzdušného proudu. Zvuk vznikající v hlasivkách je odlišný od barvy lidského hlasu. Z původního slabého zvuku se do nám známé formy hlasu mění až rezonancí v dutinách horních cest dýchacích a ve vedlejších nosních dutinách.
Dýchání je spojeno s otvíráním hlasivkové štěrbiny (rima glottidis). Ta je při fonaci sevřená na obou svých koncích. Při klidném dýchání a šepotu je uzavřená v "přední" části (pars intermembranacea) a mírně otevřená v části "zadní" (pars intercartilaginea). Při středně intenzivním dýchání se štěrbina rovnoměrně otvírá v obou svých částech. Při usilovném dýchání je štěrbina otevřena doširoka.
Kašel pomáhá odstraňovat hlen nahromaděný v dolních cestách dýchacích nebo vniknuvší cizí těleso. Spočívá v krátkém uzávěru hlasivkové štěrbiny s následným prudkým nárazovým výdechem.
Štěrbina se automaticky uzavírá i v případě vniknutí chemikálie, vody či cizího tělesa.
Při polykání napomáhá hrtan sklopením epiglottis nad vstup do hrtanu. Toto přiblížení je způsobeno zdvižením jazylky (zdvíhá vstup do hrtanu) a sestupem kořene jazyka (tlak na epiglottis).